# Елко-Нью-Маркет (Міннесота)
Елко-Нью-Маркет (англ. Elko New Market) — місто (англ. city) в США, в окрузі Скотт штату Міннесота. Населення — 4846 осіб (2020).

## Географія
Елко-Нью-Маркет розташоване за координатами 44°34′2″ пн. ш. 93°20′18″ зх. д. / 44.56722° пн. ш. 93.33833° зх. д. (44.567171, -93.338329).  За даними Бюро перепису населення США в 2010 році місто мало площу 8,69 км², уся площа — суходіл.

## Демографія
Згідно з переписом 2010 року, у місті мешкало 4110 осіб у 1259 домогосподарствах у складі 1064 родин. Густота населення становила 473 особи/км².  Було 1328 помешкань (153/км²).
Расовий склад населення:
| - 92,5 % — білих - 3,1 % — азіатів - 1,6 % — чорних або афроамериканців - 0,3 % — корінних американців |

До двох чи більше рас належало 2,2 %. Частка іспаномовних становила 2,3 % від усіх жителів.
За віковим діапазоном населення розподілялося таким чином: 38,0 % — особи молодші 18 років, 59,3 % — особи у віці 18—64 років, 2,7 % — особи у віці 65 років та старші. Медіана віку мешканця становила 30,4 року. На 100 осіб жіночої статі у місті припадало 103,8 чоловіків;  на 100 жінок у віці від 18 років та старших — 105,6 чоловіків також старших 18 років.
Середній дохід на одне домашнє господарство  становив 107 432 долари США (медіана — 105 042), а середній дохід на одну сім'ю — 115 087 доларів (медіана — 106 699). За межею бідності перебувало 1,1 % осіб, у тому числі 0,9 % дітей у віці до 18 років та 8,0 % осіб у віці 65 років та старших.
Цивільне працевлаштоване населення становило 2581 осіб. Основні галузі зайнятості: освіта, охорона здоров'я та соціальна допомога — 22,0 %, виробництво — 12,8 %, роздрібна торгівля — 11,8 %.